# شاهزاده ناریناگا
شاهزاده ناریناگا، شاهزاده ناری‌یوشی (به ژاپنی: 成良親王, Narinaga Shinnō)؛ ۱۳۲۶ – ۱۳۳۷ یا ۲۱ ژانویهٔ ۱۳۴۴) پسر امپراتور گودایگو از همسر غیراصلی اش آنو رنشی، سامورایی و یکی از دو شوگون در طی دوره تجدید حیات کنمو اهل ژاپن بود. وی همچنین به مدت یک ماه به عنوان ولیعهد انتخاب شد. او برادر تنی شاهزاده تسونه‌ناگا از همان مادر بود.